# يان كاران
يان كاران (بالألمانية: Ian Karan)‏ هو سياسي ألماني، ولد في 17 يونيو 1939 في سريلانكا. حزبياً، نشط في الاتحاد الديمقراطي المسيحي.

## روابط خارجية
- يان كاران على موقع مونزينجر (الألمانية)